# Ibrahim Ag Inawalen
Ibrahim Ag Inawalen, dit « Bana », né à Abeïbara et tué par l'armée française la nuit du 17 au 18 mai 2015 au nord-est de Kidal, est un militaire et un chef djihadiste touareg malien. 

## Biographie
Ibrahim Ag Inawalen intègre l'armée malienne où il obtient le grade de colonel, il déserte cependant en 2006,.
Lorsque la guerre du Mali débute en 2012, il rejoint Ansar Dine et devient commandant de la région d'Aguel'hoc,. En janvier, il prend part à la prise d'Aguel'hoc et pourrait avoir une responsabilité dans le massacre de la garnison malienne. Il serait aussi responsable, dans cette ville, de la lapidation le 29 juillet 2012, d'un couple qui avait conçu des enfants hors mariage.
Considéré comme un élément essentiel pour négocier la libération des otages, il est volontairement préservé par les Français lors de l'opération Serval. En 2013, il prend cependant part à la violente bataille de Tigharghâr contre les forces françaises et tchadiennes. Puis en 2013 et 2014, il sert d'intermédiaire avec le Nigérien Mohamed Akotey pour négocier la libération des quatre otages d'Arlit, puis celle de Serge Lazarevic,.
À la suite de la mort d'autres chefs djihadistes, il devient selon l'armée française, le numéro deux d'Ansar Dine vers 2014-2015.
Ibrahim Ag Inawalen est tué par l'armée française la nuit du 17 au 18 mai 2015 dans une opération menée à l'extrême nord du Mali. Cette nuit-là il rencontre Abdelkrim al-Targui, un chef d'une katiba d'AQMI, dans une zone au nord-est de Kidal. Les deux chefs, chacun accompagné d'un garde, sont surpris par les militaires français et les quatre djihadistes sont tous tués dans l'affrontement,,,,.